# Parexocoetus hillianus
El volador hiliano (Parexocoetus hillianus) es una especie de pez beloniforme de la familia exocétidos, distribuido por la costa oeste del océano Atlántico y el mar Caribe, posiblemente desde Uruguay hasta Estados Unidos. Pescado con escasa comercialización.

## Anatomía
Con la forma del cuerpo similar a la de otras especies de peces voladores.

## Hábitat y biología
Es una especie marina de aguas pelágico-neríticas de clima tropical, con comportamiento oceanódromo. Puede saltar fuera del agua y se deslizan distancias considerables sobre la superficie.